# Actinodaphne albifrons
Actinodaphne albifrons là một loài thực vật thuộc họ Lauraceae. Nó là loài đặc hữu của Sri Lanka.